# Parafia Matki Boskiej Nieustającej Pomocy w Starczy
Parafia Matki Boskiej Nieustającej Pomocy w Starczy – mariawicka parafia diecezji śląsko-łódzkiej, Kościoła Starokatolickiego Mariawitów w RP. Siedziba parafii oraz kościół parafialny znajduje się w Starczy, w gminie Starcza, powiecie częstochowskim, województwie śląskim. 
Proboszcz nie mieszka na terenie parafii. Obecnie funkcję tę pełni kapłan Mateusz Maria Felicjan Szymkiewicz, dojeżdżający z parafii św. Marii Magdaleny w Gniazdowie.
W kościele parafialnym odprawiane są niedzielne msze św. oraz adoracja ubłagania 27. dnia każdego miesiąca Starczańscy mariawici mają także własny Cmentarz w Rudniku Małym, urządzony na serwitutowych gruntach podarowanych na ten cel przez samych wiernych.

## Historia
Parafia mariawicka w Starczy powstała 15 lutego 1909, jej pierwszym proboszczem był kapłan Maria Hieronim Skrzypiciel, a do pierwszego historycznego zarządu parafii weszli bracia: Franciszek Ochocki z Własnej i Teofil Szkop z Klepaczki. W 1911 rozpoczęto budowę drewnianego kościoła w Starczy, stanął ona na działce ofiarowanej przez Michała Hofmana, a przy budowie pracowała większość parafian. 25 listopada 1975 część kościoła została strawiona przez ogień. Parafianie ze Starczy, wraz z ówczesnym proboszczem kapł. Mieczysławem Marią Kazimierzem Kaczmarskim, wzięli czynny udział w pracach naprawczych świątyni.

### Proboszczowie parafii
- 1909–1937 – kapł. Apolinary Maria Hieronim Skrzypiciel
- 1937–1947 – kapł. Mieczysław Maria Konrad Kołak
- 1948–1957 – kapł. Jan Maria Bogusław Kusztelak
- 1957–1960 – kapł. Bazyli Maria Ireneusz Furmanik
- 1960–1972 – kapł. Ireneusz Maria Stefan Adamiec
- 1973–1991 – kapł. Mieczysław Maria Kazimierz Kaczmarski
- 1992–2015 – kapł. Tadeusz Maria Ładysław Ratajczyk
- 2015–2017 – kapł. Tomasz Maria Daniel Mames
- 2017–2020 –  kapł. Stefan Maria Robert Żaglewski
- od 2020 – kapł. Michał Maria Fabian Wylazłowski
- od 2024 – kapł. Mateusz M. Felicjan Szymkiewicz